# Armoiries d'Aurigny
 (juillet 2021).
On peut décrire le blason d'Aurigny de la façon suivante : de sinople, au lion d'or, lampassé et armé de gueules, couronné de la couronne de Saint-Edouard, tenant dans sa dextre un rameau (de genêt) d'argent fruité de gueules.
La couronne de Saint Edouard est utilisée par les Monarques britanniques, elle consiste en un cercle d'or incrusté de pierres précieuses, composées de huit fleurons (mais seulement cinq visibles) la moitié avec une forme de croix qui s'alternent avec une fleur de lys et incrustées de perles . 
Dans le drapeau d'Aurigny figurent avec quelques différences les éléments du blason, mais le bleu disparaît pour laisser place au sinople.